# Mezonet

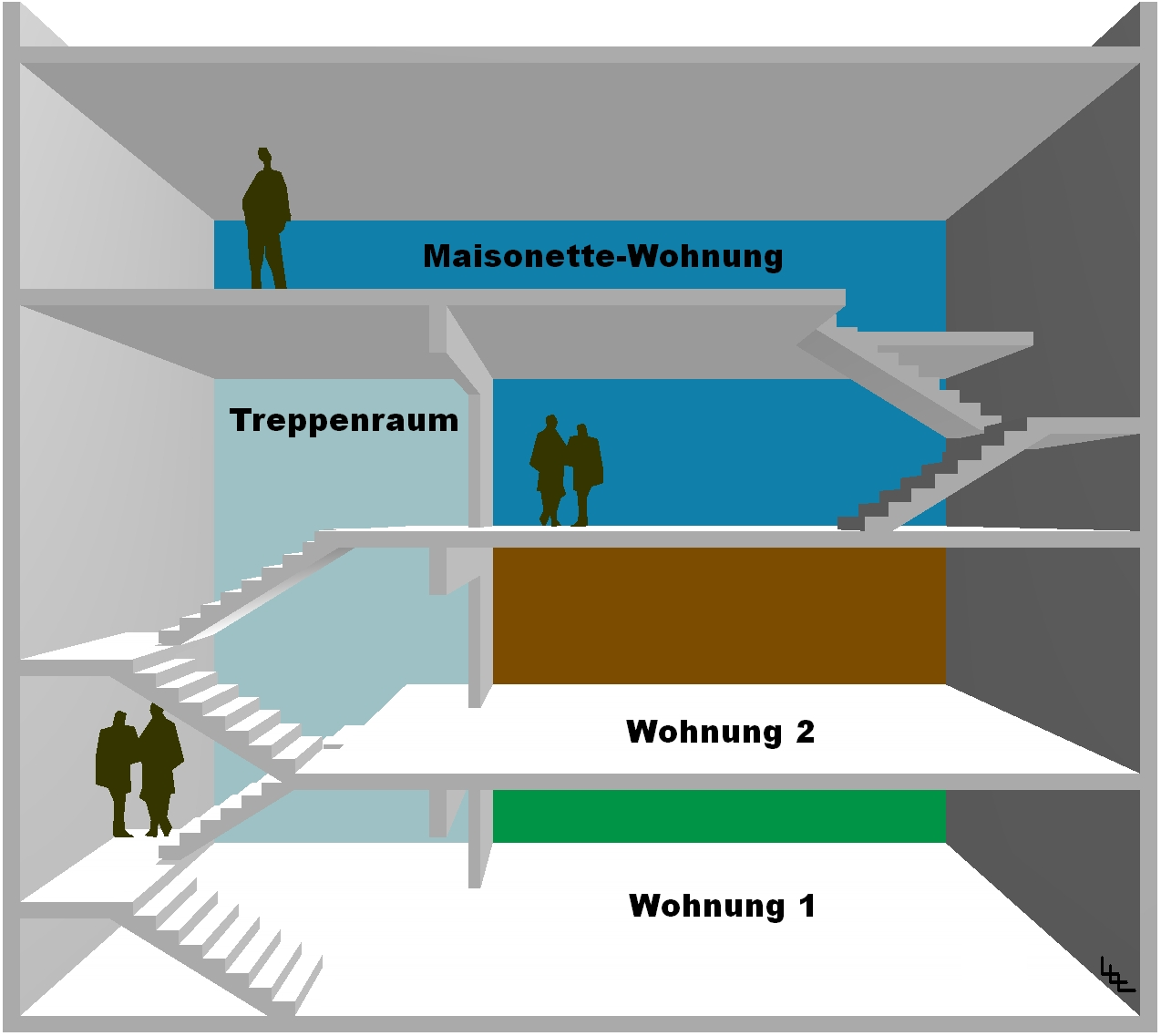
Příklad umístění mezonetového bytu v domě

Mezonet (z francouzského maisonette – domeček) je vícepodlažní byt umístěný v bytovém domě. Někdy také nazýván duplex (ang.).

## Charakteristika
Stavebně se může jednat o propojení dvou bytů nad sebou vnitřním schodištěm (rekonstrukce starších bytových domů), propojení nejvyššího patra s podkrovím (podkrovní vestavby) nebo předem plánovanou nadstavbu na ploché střeše objektu (u novostaveb). 
V 60. letech 20. století vznikly v Praze mezonety i v panelových domech.
Obvyklá dispozice je kuchyně spojená s jídelnou, obytným prostorem a příslušenství (koupelna, toaleta, a například prádelna) v dolním patře, několik ložnic a druhá koupelna v horním.

## Výhody a nevýhody
V mezonetu se spojují výhody bydlení v bytě a domě; cena a provozní náklady jsou vyšší než u jednopodlažního bytu. Výhodou je možnost oddělení privátní část bytu (ložnice) od té takzvaně společenské. Schodiště uvnitř bytu je efektní, pro méně pohyblivé osoby však může být překážkou. Nevýhodou jsou také zvýšené náklady na vytápění a na vybudování vlastního schodiště.